# Bibliothèque départementale
 (7 novembre 2017).
Pour les articles homonymes, voir BCP.
Une bibliothèque départementale est un type de bibliothèque de lecture publique existant en France. 
À leur création, les bibliothèques départementales étaient appelées bibliothèques centrales de prêt, souvent abrégé en BCP. Elles ont été appelées bibliothèques départementales de prêt (BDP) en 1992, puis bibliothèques départementales en 2017. Il ne faut pas confondre ces bibliothèques départementales avec les « bibliothèques départementales » des départements d'outre-mer. Ces dernières sont placées sous l'autorité du Conseil départemental et ont le fonctionnement et les missions d'une bibliothèque municipale.

## Missions
Créées progressivement à partir de 1945, les bibliothèques départementales de prêt sont au nombre de 97 depuis 1982. Elles sont depuis lors présentes dans tous les départements français hormis les trois départements fortement urbanisés de la petite couronne parisienne. Placées sous l'autorité des conseils généraux des départements depuis 1986, les bibliothèques départementales ont pour mission de constituer et d'aider un réseau de bibliothèques publiques dans les communes de moins de 10 000 habitants. Dans les villes, ces bibliothèques sont gérées par des professionnels, mais dans la majorité des villages, ce sont des bénévoles qui s'en occupent. Bien souvent, les petites bibliothèques rurales fonctionnent avec une équipe mixte comprenant un ou deux salariés et plusieurs bénévoles (de 2 à 10). Cette situation particulière nécessite un management adapté.
Les médiathèques départementales peuvent aider pour la création de nouvelles structures. Elles ont un rôle d'expertise et de conseil concernant le mobilier et l'informatisation.
Les bibliothèques départementales de prêt aident les bibliothèques des communes en dispensant conseils et formation à leurs équipes et en leur prêtant des livres et d'autres documents, en complément de leurs collections propres. Le concept de bibliothèques départementales de prêt est typiquement français. Seuls s'en rapprochent les Centres régionaux de services aux bibliothèques publiques (CRSBP) au Québec et les Fachstellen en Allemagne. Dans la majorité des autres pays, les fonctions des bibliothèques départementales de prêt sont assurées par le service régional des principales bibliothèques municipales.
Bien que généralement considérées comme des bibliothèques publiques, les bibliothèques départementales de prêt ne sont généralement pas directement ouvertes au public. Leurs bibliobus sont principalement utilisés pour déposer des livres dans les bibliothèques de leur réseau et ne sont pas directement ouverts au public ou aux enfants des écoles.
Leurs missions ont été abordées dans un article du 15 août 2005 par Didier Guilbaud, Directeur départemental des Bibliothèques et de la lecture de Touraine, et Sylviane Lachaume, conservateur, Bibliothèque départementale de Touraine.

## Histoire
- 2 novembre 1945 : ordonnance ministérielle créant les Bibliothèques centrales de prêt des départements (BCP). Huit BCP sont créées en 1945, dotées chacune d'un bibliobus et de quatre agents. Ce nombre ne doublera qu'en vingt ans et l'ensemble du territoire français ne sera couvert qu'en 1982. Les BCP effectuent des dépôts de livres, généralement dans les écoles, dont l'instituteur est habituellement le responsable[5].

Avant 1972, les bibliobus ne sont pas des véhicules comportant des rayonnages, comme on avait pu en voir dans les années 1930 partant de la bibliothèque municipale de Reims, mais des petits camions transportant des caisses de livres emplies par le sous-bibliothécaire à l'intention de chaque lieu de dépôt.
Pendant longtemps, l'activité principale sera le dépôt et les personnes chargées de le re-prêter seront appelées les dépositaires. Pendant les trente premières années, il n'est pas envisagé, par manque de moyens locaux, de faire fonctionner partout des bibliothèques publiques locales.
L'instituteur, qui ne se contente pas seulement de faire la classe, accepte souvent de fixer un rendez-vous généralement hebdomadaire aux adultes désireux de lire. La présentation des livres dans un coin de l'école est fort éloignée du standard des bibliothèques publiques même modestes.
- 10 novembre 1952 : circulaire faisant de l'école un partenaire obligatoire des BCP.
- 22 février 1968 : circulaire précisant les missions des BCP et expérimentant l'emploi de bibliobus de prêt direct.
- 29 octobre 1975 : décret de transfert des BCP de la tutelle de l'Éducation nationale à celle du ministère de la Culture et création de la Direction du Livre.
- 17 juillet 1978 : circulaire du ministère de la culture, invitant les BCP à créer de véritables bibliothèques municipales dans les communes desservies.
- 1er février 1982 : arrêté portant création des 17 dernières BCP. Début de la formation des bénévoles des bibliothèques communales.
- 1er août 1985 : circulaire du ministère de la culture, dite Circulaire Gattégno, sur la mission de coopération des BCP avec les communes de moins de 10 000 habitants et sur l'abandon de la desserte des établissements scolaires.
- 1er janvier 1986 : Loi de transfert de la tutelle des BCP aux conseils généraux des départements, dans le cadre des lois de décentralisation. Le transfert est actuellement codifié à l'article L.320-2 du Code du Patrimoine. Globalement, les conseils généraux amplifient la politique initiée par l'État, en augmentant considérablement les moyens. Alors que les BCP d'origine comptaient quatre agents chacune, leur effectif moyen est aujourd'hui d'une vingtaine de personnes.
- 13 juillet 1992 : Loi qui renomme les BCP en Bibliothèques départementales de prêt (BDP) et qui crée un concours financier particulier départemental est créé au sein de la dotation générale de décentralisation (DGD).
- 27 avril 2017 : Ordonnance n° 2017-650 du 27 avril 2017 modifiant le livre III du code du patrimoine renomme les bibliothèques départementales de prêt en bibliothèques départementales[6].
- 21 décembre 2021 : Loi n° 2021-1717 du 21 décembre 2021 relative aux bibliothèques et au développement de la lecture publique dite « loi Robert ». Depuis cette loi, les départements ne peuvent plus supprimer leurs bibliothèques départementales.

## Fonctionnement actuel des BD
Chaque département définit, dans les limites de la loi, les modalités d'intervention de son service de lecture publique. À cet égard, le seuil de desserte des communes de moins de 10 000 habitants n'a pas de valeur règlementaire. Il est issu de la "Circulaire sur les missions, moyens et fonctionnement des bibliothèques centrales de prêt" dite Ciculaire Gattégno (1985), qui demande « aux BCP de desservir de façon privilégiée les communes de moins de 10 000 habitants et de favoriser la création de structures municipales dans les communes plus peuplées ». Cependant, les évolutions sociologiques, ont conduit certains Conseils Généraux à fixer d'autres critères à leurs interventions.[incompréhensible]

## Organisation fonctionnelle
Le plus couramment, les bibliothèques municipales partenaires empruntent les documents (livres, DVD, CD, partitions, etc.) lors des passages d'un bibliobus dans la commune, comme dans les départements du Nord ou des Pyrénées-Orientales. Ces prêts enrichissent l’offre documentaire propre des communes et permettent d’élargir le choix du public.
Les médiathèques départementales mettent aussi souvent à disposition des usagers des bibliothèques municipales des ressources numériques (livres et presse en ligne, autoformation, VOD...).
Les médiathèques départementales peuvent également nouer des partenariats avec d'autres structures. A titre d'exemple, la médiathèque départementale du Nord entretient ainsi des partenariats avec des établissements publics tels que les collèges, les PMI (Protection maternelle et infantile) ou les associations qui œuvrent au développement de la lecture.